# Zelina Biskupska
Zelina Biskupska, Zelina Czchowska – potok, dopływ Dunajca.
Nazewnictwo potoku jest niejednoznaczne, nawet w tych samych źródłach. Na mapie Geoportalu w wersji raster potok opisany jest jako Zelina Czchowska, w wersji orto jako Zelina Biskupska. Wykaz wód płynących Polski również podaje nazwę Zelina Biskupska. Potok ten ma jednak ujście w Czchowie, miejscowość Biskupice Melsztyńskie, do której odnosić by się mogła nazwa Zelina Biskupska znajduje się w pobliżu, ale całkowicie poza jego zlewnią i płynie tam inny potok – Zelina Złocka.
Zelina Czchowska (lub Biskupska) wypływa na wysokości około 390 m w dolinie u południowych podnóży Machulca (480 m). Początkowo spływa przez obszary porośnięte lasem, w końcowym odcinku wypływając na płaską i bezleśną dolinę Dunajca. Przepływa przez zabudowane obszary Czchowa i na wysokości 222 m uchodzi do Dunajca jako jego lewy dopływ.
Na mapie Geoportalu są 3 potoki o nazwie Zelina, na dokładkę w sąsiednich miejscowościach. Dla odróżnienia nazwano je Zeliną Czchowską (też Biskupską), Zeliną Jurkowską i Zeliną Złocką (też Złockim Potokiem).